# Houghton (Kumbria)
Houghton – wieś w Anglii, w Kumbrii, w dystrykcie (unitary authority) Cumberland. Leży 3 km na północ od miasta Carlisle i 422 km na północny zachód od Londynu. W 2015 miejscowość liczyła 1241 mieszkańców.